# Osaka International
L' Osaka International ou Osaka Satellite est un tournoi international de badminton organisé à Osaka, au Japon. Créé en 2007, il est un tournoi de niveau Challenge International. Il se tient dans le Gymnase municipal de Moriguchi (守口市民体育館, もりぐちしみんたいいくかん). Il prend fin en 2024.

## Palmarès
| Année | Simple hommes      | Simple femmes      | Double hommes                       | Double femmes                    | Double mixte                      |
| ----- | ------------------ | ------------------ | ----------------------------------- | -------------------------------- | --------------------------------- |
| 2007  | Shō Sasaki         | Eriko Hirose       | Han Sang-hoon Cho Gun-woo           | Aki Akao Tomomi Matsuda          | Keita Masuda Miyuki Maeda         |
| 2008  | Kōichi Saeki       | Megumi Taruno      | Kwon Yi-goo Ko Sung-hyun            | Kumiko Ogura Reiko Shiota        | Kwon Yi-goo Ha Jung-eun           |
| 2009  | Lee Cheol-ho       | Ai Gotō            | Yoshiteru Hirobe Hajime Komiyama    | Misaki Matsutomo Ayaka Takahashi | Hsieh Yu-Hsing Chien Yu-chin      |
| 2010  | Shō Sasaki         | Wang Rong          | Hirokatsu Hashimoto Noriyasu Hirata | Mizuki Fujii Reika Kakiiwa       | Kenichi Hayakawa Shizuka Matsuo   |
| 2011  | Keigo Sonoda       | Minatsu Mitani     | Takatoshi Kurose Keigo Sonoda       | Miri Ichimaru Shiho Tanaka       | Takeshi Kamura Koharu Yonemoto    |
| 2012  | Kazumasa Sakai     | Sayaka Takahashi   | Takeshi Kamura Keigo Sonoda         | Rie Etō Yū Wakita                | Riky Widianto Richi Puspita Dili  |
| 2013  | Kazuteru Kozai     | Kaori Imabeppu     | Kenta Kazuno Kazushi Yamada         | Rie Etō Yū Wakita                | Lukhi Apri Nugroho Annisa Saufika |
| 2014  | Ng Ka Long         | Yui Hashimoto      | Kenta Kazuno Kazushi Yamada         | Shizuka Matsuo Mami Naito        | Muhammad Rizal Vita Marissa       |
| 2015  | Jeon Hyeok-jin     | Sayaka Takahashi   | Kenta Kazuno Kazushi Yamada         | Chen Qingchen Jia Yifan          | Kim Duck-young Eom Hye-won        |
| 2016  | pas de compétition | pas de compétition | pas de compétition                  | pas de compétition               | pas de compétition                |
| 2017  | Yu Igarashi        | Sayaka Takahashi   | Wang Sijie Zhuge Lukai              | Kim So-yeong Yoo Hae-won         | Wang Sijie Ni Bowen               |
| 2018  | Yu Igarashi        | Ayumi Mine         | Hirokatsu Hashimoto Hiroyuki Saeki  | Naoko Fukuman Kurumi Yonao       | Kim Won-ho Lee Yu-rim             |
| 2019  | Koki Watanabe      | Saena Kawakami     | Ko Sung-hyun Shin Baek-cheol        | Sayaka Hobara Natsuki Sone       | Kim Won-ho Jeong Na-eun           |
| 2020  | Annulé             | Annulé             | Annulé                              | Annulé                           | Annulé                            |
| 2021  | Annulé             | Annulé             | Annulé                              | Annulé                           | Annulé                            |
| 2022  | Annulé             | Annulé             | Annulé                              | Annulé                           | Annulé                            |
| 2023  | Yushi Tanaka       | Shiori Saito       | Hiroki Midorikawa Kyohei Yamashita  | Lee Yu-lim Shin Seung-chan       | Wang Chan Shin Seung-chan         |
| 2024  | Annulé et terminé  | Annulé et terminé  | Annulé et terminé                   | Annulé et terminé                | Annulé et terminé                 |

1. ↑  Le tournoi devait se jouer du 1er au 5 avril,  mais il a été annulé à cause de la pandémie de Covid-19 au Japon
2. ↑  Le tournoi devait se jouer du 31 mars au 4 avril, mais il a été annulé à cause de la pandémie de Covid-19 au Japon
3. ↑  Le tournoi devait se jouer du 6 au 10 avril, mais il a été annulé à cause de la pandémie de Covid-19 au Japon

## Classement par nations
| 1     | Japon          | 10 | 12 | 9  | dix | 3  | 44 |
| 2     | Corée du Sud   | 2  |    | 3  | 2   | 5  | 12 |
| 3     | Chine          |    |    | 1  | 1   | 1  | 3  |
| 3     | Indonésie      |    |    |    |     | 3  | 3  |
| 5     | Taipei chinois |    |    |    |     | 1  | 1  |
| 5     | Hong Kong      | 1  |    |    |     |    | 1  |
| 5     | Macao          |    | 1  |    |     |    | 1  |
| Total | Total          | 13 | 13 | 13 | 13  | 13 | 65 |